# NGC 5690
NGC 5690 est une galaxie spirale vue par la tranche et située dans la constellation de la Vierge. Sa vitesse par rapport au fond diffus cosmologique est de 1 980 ± 16 km/s, ce qui correspond à une distance de Hubble de 29,2 ± 2,1 Mpc (∼95,2 millions d'al). NGC 5690 a été découverte par l'astronome germano-britannique William Herschel en 1786.
La classe de luminosité de NGC 5690 est III et elle présente une large raie HI. Elle renferme également des régions d'hydrogène ionisé. La luminosité de NGC 5690 dans l'infrarouge lointain (de 40 à 400 µm)  est égale à 1,17 × 1010 {\displaystyle L_{\odot }} (1010,07{\displaystyle L_{\odot }}) et sa luminosité totale dans l'infrarouge (de 8 à 1 000 µm) est de 1,62 × 1010 {\displaystyle L_{\odot }} (1010,21{\displaystyle L_{\odot }}).
La base de données NASA/IPAC mentionne également que NGC 5690 est une galaxie du champ, c'est-à-dire qu'elle n'appartient pas à un amas ou un groupe et qu'elle est donc gravitationnellement isolée, ce qui n'est pas l'avis d'A. M. Garcia et de Richard Powell puisqu'ils place cette galaxie dans le groupe de NGC 5746.
Le relevé astronomique SAGA destiné à la recherche de galaxies satellites en orbite autour d'une autre galaxie a permis de confirmer la présence de trois galaxies satellites pour NGC 5690.
À ce jour, 23 mesures non basées sur le décalage vers le rouge (redshift) donnent une distance de 18,796 ± 3,708 Mpc (∼61,3 millions d'al), ce qui est nettement à l'extérieur des valeurs de la distance de Hubble. Étant donné la proximité de cette galaxie avec le Groupe local, il est probable que cette valeur soit plus près de la distance réelle de NGC 5690. Notons cependant que c'est avec la valeur moyenne des mesures indépendantes, lorsqu'elles existent, que la base de données NASA/IPAC calcule le diamètre d'une galaxie.

## Groupe de NGC 5746
Selon A. M. Garcia, NGC 5690 fait partie du groupe de NGC 5746. Ce groupe de galaxies compte au moins 31 membres dont NGC 5636, NGC 5638, NGC 5658 (=PGC 51957), NGC 5668, NGC 5691, NGC 5692, NGC 5701, NGC 5705, NGC 5713, NGC 5719, NGC 5725, NGC 5740, NGC 5746, NGC 5750, IC 1022, IC 1024 et IC 1048.
Sur le site « Un Atlas de l'Univers », Richard Powell mentionne aussi le groupe de NGC 5746, mais il n'y figure que 14 galaxies, dont NGC 5690. Six autres galaxies du groupe de NGC 5746 de Garcia se trouvent dans un autre groupe mentionné par Powell, soit le groupe de NGC 5638. Selon Powell, la galaxie NGC 5701 ne fait pas partie d'un groupe de galaxies et les autres galaxies de Garcia ne figurent pas dans celles retenues par celui-ci
Le groupe de NGC 5746 fait partie de l'Amas de la Vierge III, un des amas du superamas de la Vierge.